# Lamprotornis
Lamprotornis je rod ptáků z podčeledi Struninae, tedy z čeledi špačkovitých. V češtině se pro ptáky tohoto rodu používá rodové jméno leskoptev. Většina druhů tohoto rodu se vyskytuje v Africe, především na jih od Sahary. Mají leskle modré nebo zelené horní části těla, díky čemuž jsou oblíbení mezi chovateli okrasných ptáků. Tento jedinečný vzhled také zapříčinil to, že některé lesklé druhy, dříve umístěné v rodu Spreo, byli převedeny do rodu Lamprotornis. Pro špačky z rodu Lamprotornis jsou taktéž charakteristické žluté nebo červené duhovky.
Ptáci rodu Lamprotornis se vyskytují na různých stanovištích, od lesů až po zahrady. Hnízdí v dutinách stromů, ať už přirozených nebo vytvořených jinými ptáky. Většina druhů jsou společenští, stálí ptáci, až na Lamprotornis shelleyi, který je stěhovavý. 
Jsou všežravci, živí se malým hmyzem i bobulemi či jiným menším ovocem.

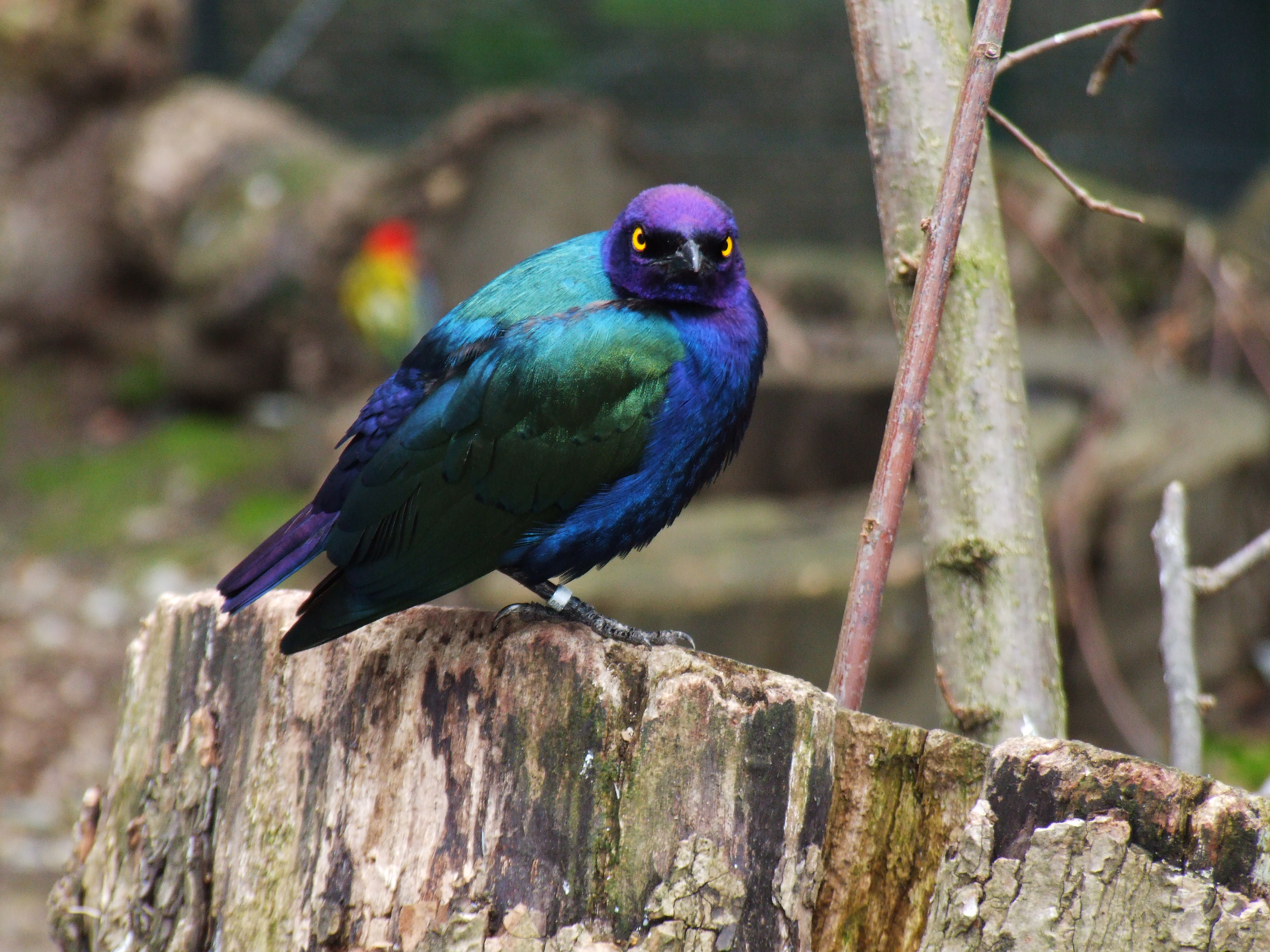
Leskoptev purpurová

## Druhy
- Leskoptev savanová (Lamprotornis nitens)
- Leskoptev kovová (Lamprotornis chalybaeus)
- Leskoptev malá (Lamprotornis chloropterus)
- Leskoptev bronzová (Lamprotornis chalcurus)
- Leskoptev skvostná (Lamprotornis splendidus)
- Leskoptev ozdobná (Lamprotornis ornatus)
- Leskoptev smaragdová (Lamprotornis iris)
- Leskoptev purpurová (Lamprotornis purpureus)
- Leskoptev proužkoocasá (Lamprotornis purpuroptera)
- Leskoptev dlouhoocasá (Lamprotornis caudatus)
- Leskoptev zlatoprsá (královská) (Lamprotornis regius)
- Leskoptev baobabová (Lamprotornis mevesii)
- Leskoptev jihoafrická (Lamprotornis australis)
- Leskoptev ostroocasá (Lamprotornis acuticaudus)
- Leskoptev nádherná (tříbarevná) (Lamprotornis superbus)
- Leskoptev Hildebrandtova (Lamprotornis hildebrandti)
- Leskoptev východoafrická (Lamprotornis shelleyi)
- Leskoptev ocelová (Lamprotornis pulcher)
- Leskoptev popelavá (Lamprotornis unicolor)
- Leskoptev fialovohlavá (Lamprotornis purpureiceps)
- Leskoptev mědoocasá (Lamprotornis cupreocauda)